# Parapholis
Parapholis là một chi thực vật có hoa trong họ Hòa thảo (Poaceae).

## Loài
Chi Parapholis gồm các loài: